# Photosynth
株式会社Photosynthは、後付型スマートロック端末「Akerun」を提供する日本のベンチャー企業。

## 沿革
- 株式会社フォトシンス設立 - 2014年9月
- 「Akerun」販売開始 - 2015年4月
- 「Akerunオンライン鍵システム」の提供開始 - 2015年7月
- 第7回　Japan Night一次審査予選通過 - 2014年8月
- Ceatch Japanにて講演 - 2014年10月
- Green Hackathon Tokyoに協賛 - 2014年10月
- NEDOからの委託及び助成先に採択され、全支援開始が決定
- Japan Night決勝の出場 - 2014年11月
- US-Japan Pitch Battle特別賞受賞 - 2014年11月
- TechCrunch Japan2014でGlobal Brain賞を受賞
- World Venture Pitch Battle 2014に出場 - 2014年12月
- Syn.とnanapi主催のIoTイベントに出演
- 不動産・住宅情報サイト『HOME'S』を運営する株式会社ネクストと共同で、不動産物件の内覧時にスマートキーを活用する「スマート内覧」の試験運用開始。 - 2015年3月
- 三井不動産株式会社、日本ユニシス株式会社と共同で、「Akerun」を活用した、受付の無人化やスムーズな課金が可能なワーキングスペース実現のための実証実験を開始。 - 2015年4月
- 科学技術館「大展望展」にAkerunが展示 - 2015年8月
- good design award受賞 - 2015年9月
- 本社を東京都品川区に移転。 - 2016年1月

## 概要
2014年9月1日設立。提供する「Akerun」は後付型スマートロックとして世界初を謳っている。
AkerunはBluetoothに対応し、アプリを用いてスマートフォンで鍵の解錠・施錠、ゲストへの開閉権限の発行ができるサービスとして2015年4月23日一般発売開始。
2015年7月、インターネットにアクセスできるPC、フィーチャーフォンなどの端末からオンライン上で鍵の開閉、遠隔開閉や施錠状態の確認ができる、ドコモ、ソフトバンクのSIMを搭載をしたIoTゲートウェイ「Akerun Remote」を提供開始。
株式会社NTTドコモとホテル事業、株式会社ネクストと不動産事業で、実証実験をし連携事業を行っている。
ホテル事業では、フロントでの鍵の受け渡しや手続きの時間を省くことなどを目的とした、スマートフォンアプリによる事前チェックインサービスを展開している。
不動産事業では、鍵の管理や受け渡しの簡略化、物件の案内状況の把握などを目的とした、不動産物件の内覧時にスマートキーを活用する「スマート内覧」の試験運用を行っている。仲介会社がアプリから内覧したい物件を選ぶと管理会社に通知され、管理会社の承認により、仲介会社の持つスマートフォンがその物件の鍵となる。
三井不動産株式会社とは空きオフィス事業を展開している。三井不動産が所有する空きオフィスにおいて、鍵の管理面でのサポートをAkerunで行っている。

## 社名の由来
「Photosynth」という社名は、光合成の英訳<photosynthesis>に由来する。ロゴは葉をモチーフとし、配色で光合成を表している。

## Akerun
Akerunは、スマートフォンアプリを操作して鍵を解錠・施錠したり、ゲストに権限を共有したりするサービスで、ドアのサムターンの上に取り付けたAkerun本体とスマートフォンがBluetooth認証で鍵を解錠・施錠する。また、オートロックや、開閉履歴の確認などの機能を提供する。取り付け工事や工具が不要であり、転居先や別宅に持ち運ぶことが可能となっている。

## Akerunオンライン鍵管理システム
AkerunとAkerun Remoteを活用した法人向けサービス「Akerunオンライン鍵管理システム」をオフィスや店舗向けに提供している。
複数人が出入りする家庭、オフィス、コワーキングスペースや、アルバイトスタッフが出入りする飲食・小売店舗で、電子錠よりも手軽かつ安価に導入できるオンライン鍵管理システムとして販売している 。

## 出資
株式会社ジャフコ、YJキャピタル株式会社、株式会社ガイアックス、株式会社ベータカタリストからの出資を受けている。